# Парамоновский
Парамоновский —починок в составе Горевского сельсовета в Уренском районе Нижегородской области.

## География
Находится на расстоянии примерно 16 километров по прямой на северо-восток от районного центра города Урень.

## История
Известен с 1870 года, когда было учтено 5 хозяйств и 35 жителей. Жители относились к старообрядцам. В советский период работал колхоз «Октябрь».

## Население
Постоянное население  составляло 5 человек (русские 92%) в 2002 году, 10 в 2010 .